# Bergen (Traunstein járás)
Bergen település Németországban, azon belül Bajorországban. Lakosainak száma 4970 fő (2023. december 31.). Bergen Vachendorf, Siegsdorf, Ruhpolding, Staudach-Egerndach és Grabenstätt községekkel határos.

## Népesség
A település népessége az elmúlt években az alábbi módon változott:
| Lakosok száma | 1152 | 2259 | 3197 | 3542 | 4775 | 4882 | 4885 | 4902 | 4916 | 4970 |
|               | 1875 | 1950 | 1975 | 1987 | 2012 | 2014 | 2016 | 2017 | 2021 | 2023 |